# 東水橋町
東水橋町（ひがしみずはしまち）は、かつて富山県中新川郡にあった町。

## 地理
北側は富山湾に面する。

## 沿革
- 1889年（明治22年）4月1日 - 町村制の施行により、上新川郡東水橋町の区域一部、水橋館村の区域の一部及び水橋中村の区域の一部をもって、上新川郡東水橋町が発足する。
- 1896年（明治29年）3月29日 - 郡制の施行のため、上新川郡の区域から分立して、中新川郡が発足により、中新川郡に所属となる。
- 1897年（明治30年）4月 - 通称田町に町役場を新築移転（それまでは大町の父呂与八方及び東天神町の照蓮寺の庫裡に置かれていた）[1]。
- 1930年（昭和5年）7月20日 - 中新川郡西加積村の区域の一部を編入する。
- 1940年（昭和15年）11月15日 - 中新川郡東水橋町、西水橋町及び下条村が合併して、中新川郡水橋町が発足する。

## 歴代町長
出典→
1. 広瀬順平（1889年5月25日 - 1892年1月5日）
2. 佐々木平兵衛（1892年3月7日 - 1896年3月6日）
3. 佐々木平兵衛（1896年4月24日 - 1902年5月19日）
4. 佐々木平兵衛（1902年9月18日 - 1903年8月24日）
5. 佐々木平兵衛（1903年10月27日 - 1907年8月24日）
6. 佐々木平兵衛（1907年10月23日 - 1911年10月22日）
7. 佐々木平兵衛（1911年10月31日 - 1912年2月10日）
8. 佐々木平兵衛（1912年6月5日 - 1913年1月4日）
9. 山崎貞（1913年3月3日 - 1917年3月2日）
10. 石黒七次（1917年3月11日 - 1921年2月8日）
11. 尾島伝次（1921年2月21日 - 1925年2月20日）
12. 小松武右ヱ門（1925年3月31日 - 1929年3月30日）
13. 小松武右ヱ門（1929年3月31日 - 1933年3月30日）
14. 小松武右ヱ門（1933年3月31日 - 1935年1月15日）
15. 小松武右ヱ門（1935年3月4日 - 1936年3月3日）
16. 小野裕（職務管掌、1936年12月24日任命 - 1937年5月11日終了）
17. 石黒七次（1937年5月11日 - 1938年4月19日死亡）
18. 小松武五郎（1938年8月30日 - 1939年9月12日）
19. 小松武五郎（1939年10月2日 - 1940年11月14日、合併による廃職）

## 出身人物
- 角川源義（実業家、国文学者、俳人） - 角川書店創立者。